# Джохара Дудаева гатве
Джоха́ра Дуда́ева га́тве (латыш. Džohara Dudajeva gatve, дословно «Аллея Джохара Дудаева») — небольшая внутриквартальная улица в Риге, расположенная в районе Пурвциемс. Проезжая часть имеет выход к улице Гунара Астрас и Андромедас гатве. Длина улицы — 863 метра.

## История
Улица возникла в 1975 году, застроена типовыми 5-этажными домами. Первоначально носила название Аллея Космонавтики (латыш. Kosmonautikas gatve).
В 1996 году переименована в честь первого президента Чеченской Республики Ичкерия Джохара Дудаева. С этого времени пророссийски настроенная часть населения города неоднократно высказывала своё несогласие с новым названием. В 2010 году муниципальной полицией был пресечён пикет за переименование улицы. Одновременно другая часть населения провела сбор подписей за сохранение названия.
В июле 2011 года мэр города Нил Ушаков предложил рассмотреть вопрос о переименовании улицы. 
Итоги опроса, проведенного по заказу Рижской думы, показали, что 46% опрошенных выступает за сохранение названия в честь Джохара Дудаева, а 41% считает, что надо восстановить прежнее название — аллея Космонавтики. В этой ситуации мэр города заявил: «Учитывая резко отличающиеся мнения, считаю, что самоуправление сейчас не должно принимать какое-либо решение. Вопрос надо отложить».